# Hermann Irving Schlesinger
Hermann Irving Schlesinger (11 octobre 1882 - 3 octobre 1960) est un chimiste inorganique américain, travaillant dans la chimie du bore.

## Biographie
Lui et Herbert C. Brown découvrent le Tétrahydruroborate de sodium en 1940 et tous deux sont impliqués dans le développement ultérieur de la chimie du borohydrure.
Schlesinger étudie la chimie à l'Université de Chicago de 1900 à 1905, où il obtient son doctorat sous la direction de Julius Stieglitz. Au cours des deux années suivantes, il travaille avec Walther Nernst à l'Université de Berlin, avec Johannes Thiele à l'Université de Strasbourg et avec John Jacob Abel (en) à l'Université Johns-Hopkins.
De 1907 à 1960, il enseigne au Département de chimie de l'Université de Chicago, passant d'instructeur à professeur titulaire en 1922. Il administre le département de 1922 à 1946 et prend sa retraite en 1949.
Schlesinger est membre de l'Académie nationale des sciences et reçoit la médaille Priestley, la plus haute distinction de l'American Chemical Society.